# Jakub Lipski

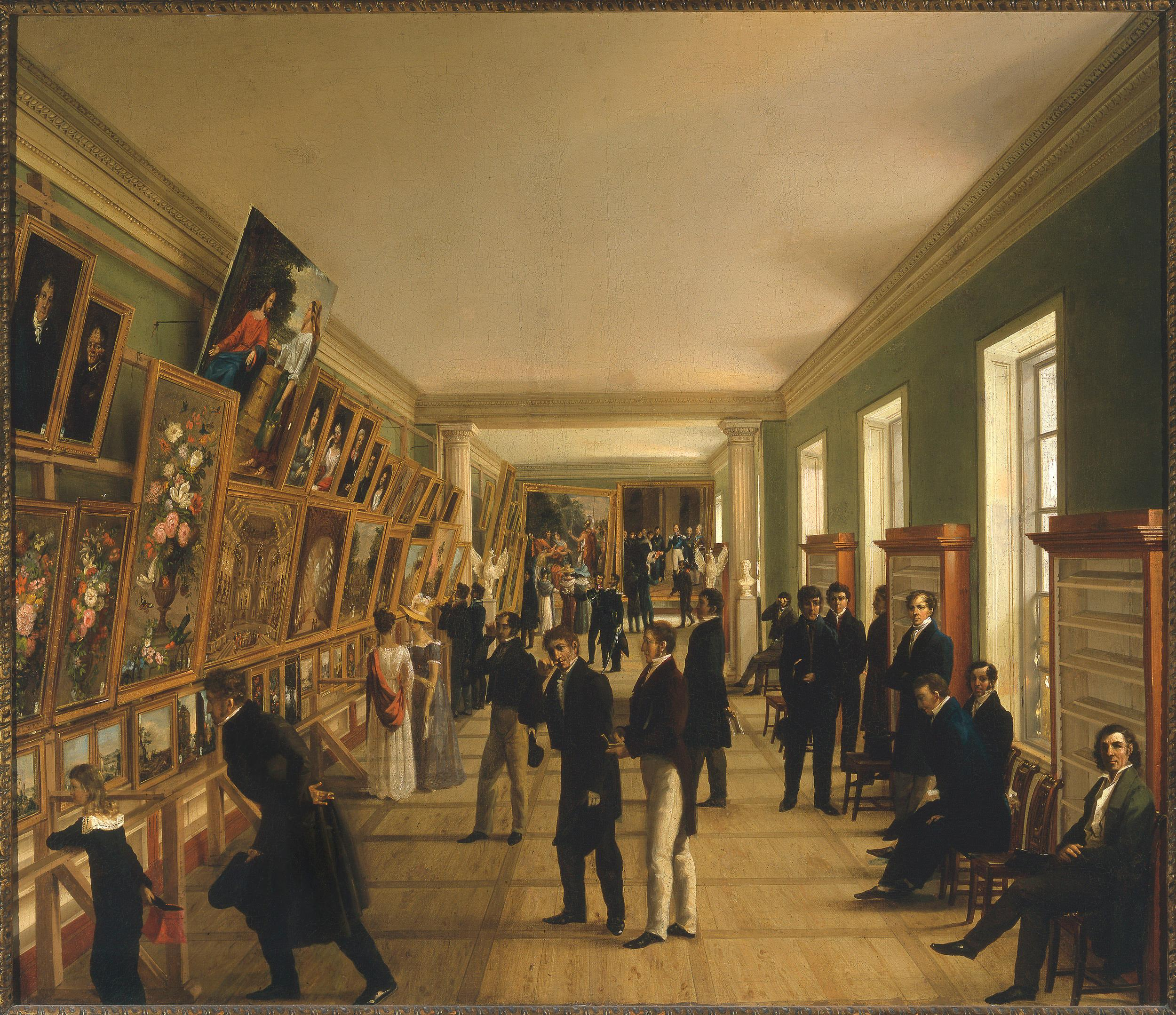
Obraz Wincentego Kasprzyckiego „Widok Wystawy Sztuk Pięknych w Warszawie w 1828 roku”, po lewej stronie na górze uwidoczniony obraz Lipskiego „Chrystus i Samarytanka”

Jakub Lipski (1787–1854) – polski artysta malarz, twórca przede wszystkim dzieł o tematyce religijnej i portretów. Był jednym z najmłodszych uczniów Marcello Bacciarellego. Jego obraz „Popiersie starca”, pierwotnie znajdujący się w zbiorach Muzeum im. Mielżyńskich, obecnie znajduje się w Muzeum Narodowym w Poznaniu.
Ojciec Władysława Lipskiego.